# Dwerglori
De dwerglori (Parvipsitta pusilla) is een vogel uit de familie Psittaculidae (papegaaien van de Oude Wereld). Deze lori is een endemische vogelsoort uit Australië.

## Kenmerken
De vogel is gemiddeld 15 cm lang en weegt 34 tot 53 gram en overwegend groen gekleurd. Van onder is de vogel meer gelig groen, de snavel is zwart en rondom de snavel en op het voorhoofd en de kin is de kop rood gekleurd. Achter op de hals tot op de rug en de mantel is de vogel olijfgroen met een bronskleurige glans.

## Verspreiding en leefgebied
Deze komt voor in een smalle strook langs de hele oostkust van  Australië van Noord-Queensland tot in Victoria. Het leefgebied is bebost gebied, vooral riviergeleidend bos en in het zogenaamde Box-Ironbark forest dat typisch is voor de staat Victoria.

## Status
De vogel is talrijk tot algemeen in de kern van zijn verspreidingsgebied, maar minder algemeen aan de randen. De grootte van de populatie is niet gekwantificeerd. Men veronderstelt dat de soort in aantal stabiel is. Om deze redenen staat de dwerglori als niet bedreigd op de Rode Lijst van de IUCN. Echter, de vangst, handel en export van deze lori is beperkt (zoals van de meeste Australische papegaaien) want de soort staat in aanhangsel II van het CITESverdrag.